# داخل الرجل (فلم 2023)
انسايد مان Inside Man هو فيلم جريمة وإثارة أمريكي مستقل لعام 2023 من إخراج داني أ.أبيكاسر وتأليف كوستا كونديلوبولوس. من بطولة إميل هيرش، وجيك كانافال، ولوسي هيل، وآشلي جرين، وأبيكاسر، وفنسنت لاريسكا، وكايل ستيفانسكي، وجيمس روسو، وروبرت ديفي .

## الشخصيات
- إميل هيرش في دور بوبي بيلوتشي
- جريج فينلي في دور أنتوني سنتر
- لوسي هيل في دور جينا
- اشلي جرين
- داني أ. أبكاسر في دور روي ديميو [1]
- فنسنت لاريسكا [2]
- جيك كانافال [2] في دور كريس روزنبرغ
- روبرت ديفي [2] في دور أنتوني "نينو" جاجي
- بو ديتل [2] في دور الكابتن ريك كالان
- سيد روزنبرغ [2]
- جيريمي لوك [2]
- جيمس روسو [2]
- كايل ستيفانسكي في دور فريدي دينومي

## الإنتاج
في مارس 2022 أُعلن أن إميل هيرش ، ولوسي هيل ، وآشلي جرين، وجريج فينلي سيشاركون في الفيلم. بدأ التصوير الرئيسي في مارس 2022 في لوس أنجلوس ونيويورك.

## الانهاء
في فبراير 2023، اشترت فيرتيكال للترفيه حقوق الفيلم في أمريكا الشمالية، ثم أطلق عليه اسم The Gemini Lounge، على اسم حانة في بروكلين، والتي كان يرتادها الغوغاء. تم طرح الفيلم في دور العرض وعند الطلب في 11 أغسطس 2023.

## روابط خارجية
- at Vertical Entertainment